# Nematalosa persara
Nematalosa persara és una espècie de peix pertanyent a la família dels clupeids.

## Descripció
- Pot arribar a fer 15,2 cm de llargària màxima.[4][5]

## Hàbitat
És un peix marí, pelàgic-nerític i de clima tropical.

## Distribució geogràfica
Es troba a l'Índic occidental: el golf Pèrsic i des del nord del mar d'Aràbia fins al Pakistan.

## Observacions
És inofensiu per als humans.